# Haravesnes
Haravesnes település Franciaországban, Pas-de-Calais megyében. Lakosainak száma 52 fő (2022. január 1.). Haravesnes Fillièvres, Quœux-Haut-Maînil, Vaulx és Buire-au-Bois községekkel határos.

## Népesség
A település népességének változása:
| Lakosok száma | 165  | 164  | 148  | 145  | 98   | 93   | 44   | 48   | 50   | 52   |
|               | 1793 | 1836 | 1866 | 1891 | 1926 | 1962 | 2006 | 2011 | 2017 | 2022 |